# Llista de justícies d'Aragó
Llista de Justícies d'Aragó.
1. 1115 Pero Ximénez
2. 1123 Sanxo Fortún
3. 1128 Sanxo Galíndez
4. 1129 Lope Sanz
5. 1132 Fortún Aznárez
6. 1140 Johan Pelayo
7. 1143 Atón Sanz
8. 1152 Johan Díez
9. 1154 Pero Monyo
10. 1157 Díez, hijo de Juan Díez
11. 1161 Pero Medalla
12. 1164 Galindo Garcés
13. 1167 Sanxo Garcés de Santa Olalla
14. 1172 Pero Ferréndez de Castro
15. 1179 Sanxo Tobías
16. 1181 Esteban
17. 1188 Pero Sessé II
18. 1208 Pero Pérez de Tarazona
19. 1235 Ferrando Pérez de Tarazona
20. 1242 Pero Pérez
21. 1247 Johan Pérez de Tarazona
22. 1260 Martín Pérez d'Artasona I
23. 1266 Pero Sánchez
24. 1269 Rodrigo de Castellezuelo
25. 1247 Fortún d'Ahe
26. ???? Martín Sagarra
27. 1278 Pero Martinez d'Artasona II
28. 1284 Johan Gil Tarín
29. 1290 Johan Zapata de Cadret
30. 1295 Eximén Pérez de Salanova
31. 1325 Sanxo Jiménez d'Ayerbe
32. 1336 Esteban Gil Tarín
33. 1336 Pelegrín d'Anzano
34. 1339 Pelegrín d'Oblitas
35. 1339 García Fernández de Castro
36. 1348 Galacián de Tarba
37. 1349 Johan López de Sessé
38. 1360 Blasco Ferrández d'Heredia
39. 1362 Domingo Cerdán
40. 1391 Johan Ximénez Cerdán
41. 1424 Berenguer de Bardaixí i López de Sesé
42. 1432 Francisco Zarzuela
43. 1434 Martín Díaz d'Aux
44. 1439 Ferrer de Lanuza I
45. 1479 Johande Lanuza I
46. 1498 Johan de Lanuza II
47. 1507 Johan de Lanuza III
48. 1533 Lorenzo Ferrández d'Heredia
49. 1547 Ferrer de Lanuza IV
50. 1554 Johan de Lanuza IV
51. 1591 Johan de Lanuza V
52. 1592 Johan Campi
53. 1593 Urbando Ximénez d'Aragus
54. 1593 Johan de Pueyo
55. 1598 Johan Ram
56. 1601 Martín Batista de Lanuza
57. 1622 Lucas Pérez Manrique
58. 1632 Agustín Villanueva y Díez
59. 1655 Miguel Jerónimo Castellote
60. 1660 Miguel Marta
61. 1687 Luis Ejea Talayero
62. 1700 Pedro Valero Díaz
63. 1705 Segismundo Montero y Burruel
64. 1706 Miguel de Jaca y Niño
65. 1707 Antonio Gabín

- 1707. Després de la batalla d'Almansa, Felip V de Castella emet els Decrets d'abolició dels Furs dels Regne d'Aragó i dels Furs del Regne de València
- 1710. Després de la batalla d'Almenar, Carles III d'Aragó restableix els Furs del Regne d'Aragó

- 66 1710 Blas de Canellas

1710. Després de la Batalla de Villaviciosa, Felip V de Castella torna a abolir els Furs del Regne d'Aragó

## Justícies des de la restauració de la democràcia a Espanya
- 67 (1988-1993) Emilio Gastón Sanz
- 68 (1993-1998) Juan Bautista Montserrat Mesanza
- 69 (1998-2018) Fernando García Vicente
- 70 (2018-actual) Ángel Dolado Pérez